# Graomys centralis
Graomys centralis és una espècie de mamífer rosegador de la família dels cricètids. És endèmic del centre de l'Argentina (províncies de La Rioja, Catamarca i Córdoba). No se sap gaire cosa sobre el seu hàbitat i la seva història natural. Es desconeix si hi ha cap amenaça significativa per a la supervivència d'aquesta espècie. El seu nom específic, centralis, significa ‘central’ en llatí.